# Kerkhof van Verbrande Brug
Het Kerkhof van Grimbergen (Verbrande Brug) is een gemeentelijke begraafplaats in het Belgische gehucht Verbrande Brug in de gemeente Grimbergen. Het kerkhof ligt rond de Heilig-Hartkerk op de linkeroever van het kanaal van Willebroek vlak bij de Verbrande Brug. Rond de kerk bevinden zich geen burgerlijke graven meer, enkel nog een perk met Belgische gesneuvelden en een Brits oorlogsgraf.

## Oorlogsgraven

### Eerste Wereldoorlog
Op de begraafplaats ligt een perk met de graven van 20 Belgische gesneuvelden (waaronder 8 niet geïdentificeerde) uit de Eerste Wereldoorlog. Hierbij ook het graf van korporaal Léon Trésignies, een oorlogsheld die sneuvelde tijdens een poging om de openstaande brug over het kanaal te sluiten en zo de brug in handen te krijgen.

### Tweede Wereldoorlog
Hier ligt ook het graf van de Britse soldaat Thomas Martin van het South Lancashire Regiment. Hij was 21 jaar toen hij sneuvelde op 21 mei 1940. 
Hij maakte deel uit van het Britse Expeditiekorps die de opmars van het Duitse leger moest tegengaan.
Zijn graf wordt onderhouden door de Commonwealth War Graves Commission en is daar geregistreerd onder Grimbergen (Verbrande Brug) Churchyard.

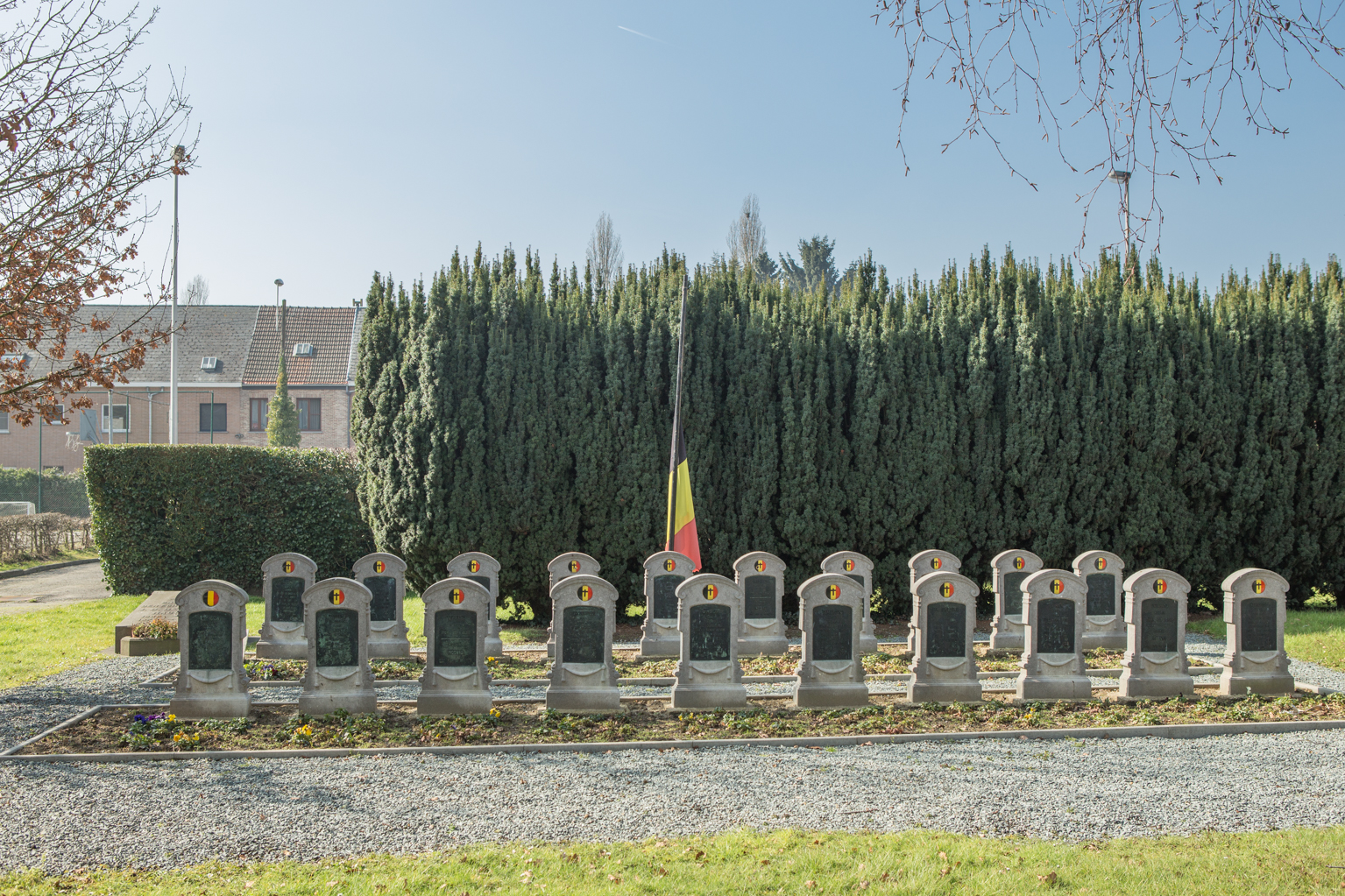
Belgische oorlogsgraven
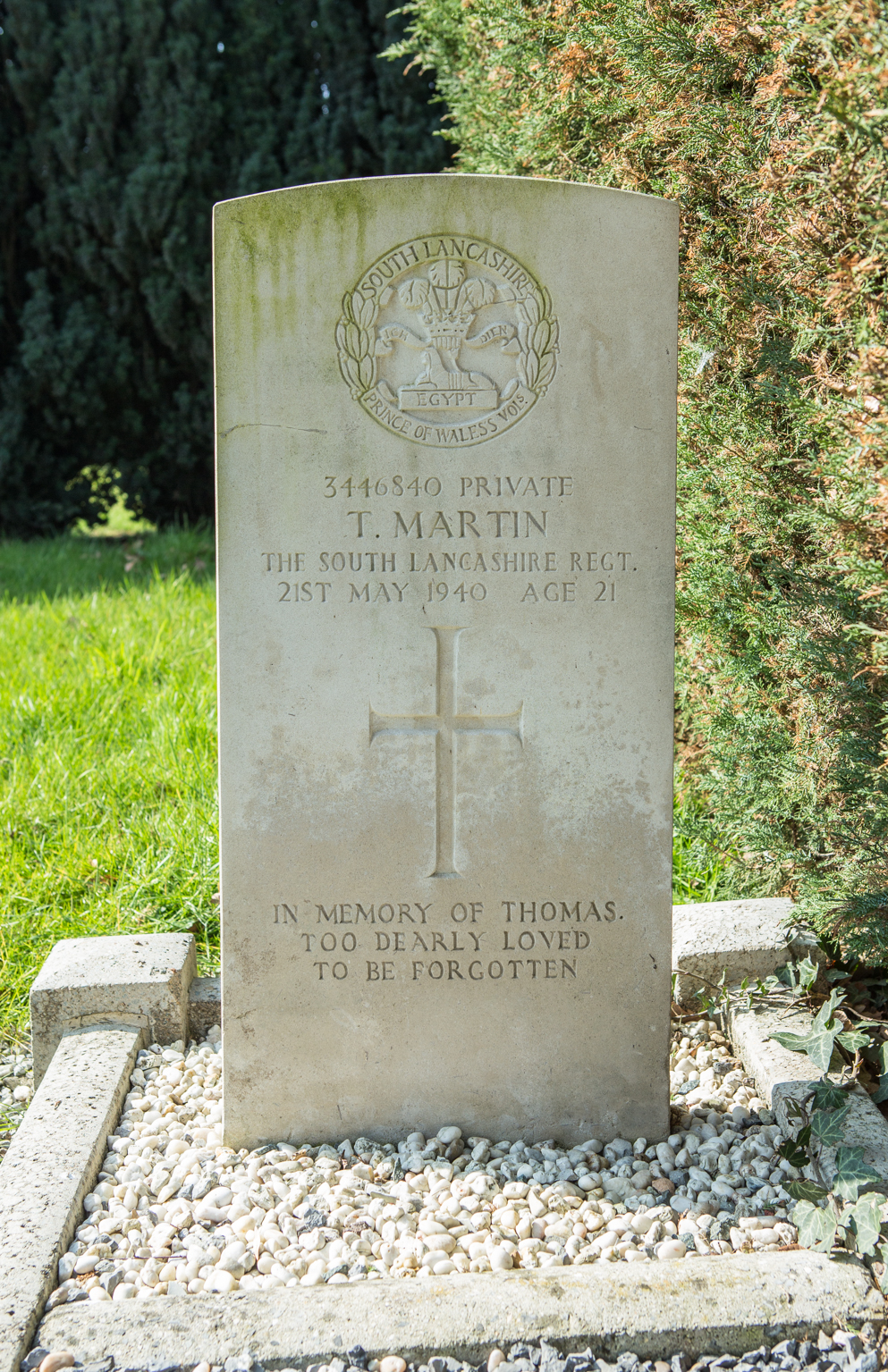
Brits oorlogsgraf